# 乳房よ永遠なれ (映画)
『乳房よ永遠なれ』（ちぶさよえいえんなれ）は、1955年11月23日に公開された日本映画である。歌人中城ふみ子についての若月彰著のルポルタージュ『乳房よ永遠なれ』、中城ふみ子の歌集『乳房喪失』、『花の原型』を映画化した作品で、製作・配給は日活、監督は田中絹代、主演は月丘夢路。

## あらすじ

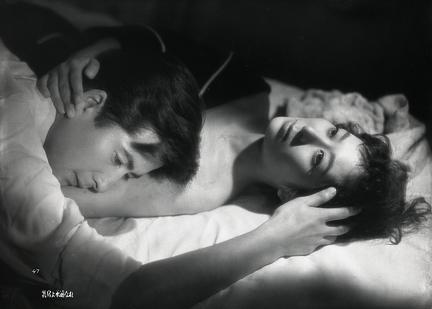
映画「乳房よ永遠なれ」の、主演女優月丘夢路と葉山良二。

札幌にある大学のポプラ並木を望み、2人の子どもがトンボを追いかけている。子どもを連れていた下条ふみ子は、不幸続きの夫との結婚生活に終止符を打つべきかどうか悩んでいた。ふみ子の夫は役所の仕事で失敗した後、アドルムを飲み愛人を囲う自堕落な生活をしていた。たまりかねたふみ子は、2人の子どもを連れて実家に戻った。
実家に戻ったふみ子を、幼馴染は歌会に誘った。ふみ子が歌会に出した短歌は、悲惨な内容の生活歌であった。幼馴染の夫、堀卓はそんなふみ子のことを慰める。実家での生活は家族の思いやりもあってそれなりに安定していたが、夫との離婚手続きが済み、息子は夫に引き取られることになって、ふみ子は最愛の息子と引き裂かれることになってしまった。そのような中でふみ子が思いを寄せるようになった堀卓が危篤となり、やがて亡くなった。
息子を別夫の家から取り戻し、ふみ子は心機一転、東京で親子での生活を立て直そうと決心した。しかしふみ子の体に乳がんの病魔が迫ってきた。ふみ子の乳房が切断された日、東京でふみ子が詠んだ短歌が話題となったことを知らされた。しかしふみ子はガンが肺に転移し、自らの命に危機が迫っていることを知る。ふみ子に会うために東京から大月彰記者がやってきたが、失意のふみ子は大月の来訪を拒み、病院から無断外出をするなど自暴自棄な状況となる。
ふみ子は大月の熱意に負け、面会した。生きて才能を生かすようふみ子に語り掛ける大月の言葉に心動くふみ子であったが、死の影に対する恐怖はどうしようもなかった。大月は帰京を延期し、ふみ子の入院する病室に寝泊まりして看病に当たる。夜空に花火が打ち上がる夜、ふみ子はベッドから大月が休んでいるベット脇に降り、「死んでも構わない」といい、抱くように懇願した。ためらいながら大月はふみ子のことを抱く。
その翌朝、社から大月は呼び戻される。大月と別れたふみ子は号泣する。数日後、ふみ子の遺体が病室から運ばれていった。初夏の支笏湖の湖畔、大月はふみ子の2人の子どもの手を引き、大月がふみ子の歌ノート、子どもたちはライラックの花束を湖面に投じた。

## 製作

### 日本で2番目の女性映画監督となった田中絹代

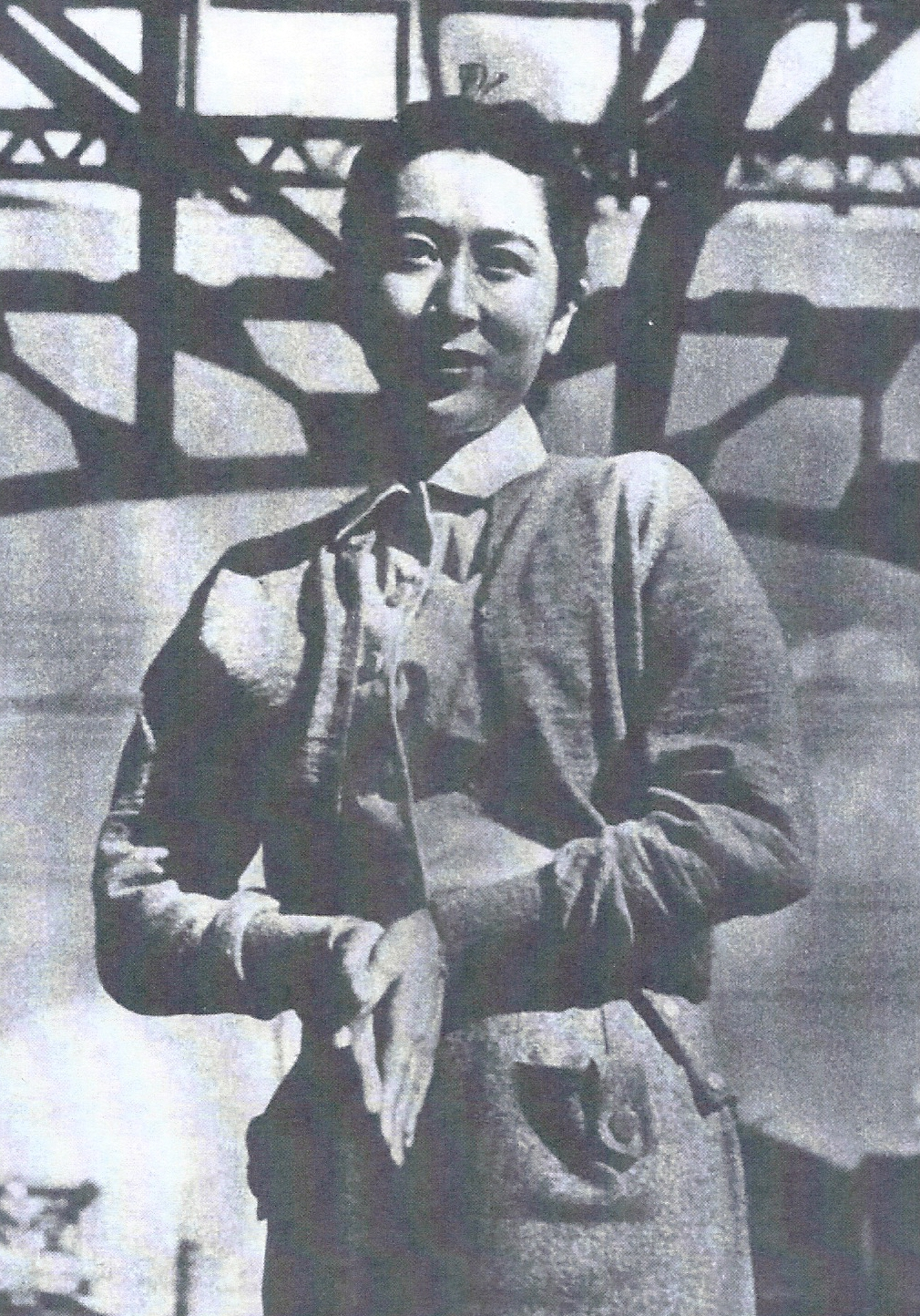
「乳房よ永遠なれ」ロケ中の月丘夢路。

日本で初の女性映画監督となったのは溝口健二監督作品の編集等を務めていた坂根田鶴子であった。坂根は1936年（昭和11年）に初の監督作品を発表している。しかし戦後、坂根は映画監督に復帰することはなかった。
坂根に続く日本で2人目の女性監督となったのは、実力ある女優として知られていた田中絹代であった。戦前期、田中絹代は島津保次郎、清水宏、五所平之助といった映画監督のもとで女優として人気スターへの道を歩みだした。中でも島津保次郎監督の「春琴抄 お琴と佐助」、五所平之助監督の「恋の花咲く 伊豆の踊子」ではその演技力が高く評価された。そして戦時中は木下惠介監督の映画「陸軍」で、主演女優として出征していく息子を送り出さねばならない母親の思いを演じ切り、女優としての高い実力を発揮した。
トップ女優として活躍していた田中絹代は、やがて映画監督という仕事に興味を覚えるようになった。田中絹代がまず女性映画監督に興味を感じたのは、1940年（昭和15年）に見たレニ・リーフェンシュタールの民族の祭典であったという。戦後になり、田中絹代は溝口健二監督、小津安二郎監督らの作品において女優として安定した実力を発揮していたが、次第に年齢も高くなっていく中で、トップ女優としての地位を保ち続けていくことに困難を感じ始めてきた。そのような中で毎日映画コンクールにおいて「女優須磨子の恋」、「風の中の牡鶏」と、2年連続で女優演技賞を受賞した田中絹代は、コンクール主催の毎日新聞社主催でアメリカ親善旅行に行くことになった。アメリカでの見聞を通じて田中絹代は、くすぶり続けてきた映画監督への思いが確たる願いへと変わっていったと考えられている。
1953年（昭和28年）、木下惠介が主に作成し、小津安二郎、成瀬巳喜男の協力を仰いで作成された脚本を、田中絹代が監督として撮影された「恋文」が完成した。こうして田中絹代は坂根田鶴子に続き、日本で2人目の映画の女性監督となった。

### 脚本を担当した田中澄江
「乳房よ永遠なれ」で脚本を担当した田中澄江は、東京女子高等師範大学を卒業後、戦前期に脚本家としてデビューし、1951年（昭和26年）には映画の脚本へと活躍の場を広げていた。田中澄江の映画脚本家としてのデビュー時、水木洋子が映画脚本家として脚光を浴びつつあった。幼いころに父を亡くし、貧困の中、小学校も十分に通うことが叶わなかった田中絹代とは対照的に、田中澄江は当時としては高学歴の女性であった。戦後、民主主義の時代となって、全く経歴、タイプが異なる田中絹代と田中澄江が、一つの映画を創り上げるという共同作業に参画していくことが可能となった。

### 「乳房よ永遠なれ」の映画化決定
田中絹代の監督としての第2作は、1955年（昭和30年）1月に公開された「月は上りぬ」であった。「月は上りぬ」の脚本は小津安二郎のものであった。田中絹代の監督作品は第1作、第2作ともに木下惠介、成瀬巳喜男、小津安二郎といういわゆる巨匠の大きな影響下において制作された作品であった。しかし1955年11月公開の「乳房よ永遠なれ」は、田中絹代自らが題材を選び、脚本を担当することになった田中澄江、そして主人公は中城ふみ子と、女性が主人公である映画を、女性が脚本を作り、女性が監督を行って撮影するという、女性が女性を描く映画として作られた。また同作品は田中絹代が映画監督として自立したことを示す作品ともなった。
1954年8月3日、乳がんにより歌人の中城ふみ子は31歳の生涯を閉じた。中城ふみ子に大きな関心を持った田中絹代は映画化を決意した。田中絹代は戦前から女優として活躍する中で、男性によって幸せにも不幸にもなってしまう女性を演じ続けていく中で、一種の男性不信が身についていった。当時の映画は男性の映画監督が女性を描くという、男性中心の視点で作られていた。田中絹代は「女の立場から女を描いてみたい」と語っており、自分のために生きる女性像を映画の中で作り上げていくことを目指した。
脚本を担当することになった田中澄江は、若月彰が執筆した中城ふみ子論とルポルタージュである「乳房よ永遠なれ」、そして中城ふみ子の歌集である「乳房喪失」、「花の原型」を読み、執筆に取り掛かった。当初、田中澄江は中城ふみ子の怒り、嘆き、憎しみを剥き出しにするかのような短歌に反発を感じたが、読み進めていくうちに日本的な結婚の在り方の問題が見られることに気づいた。更に中城ふみ子の短歌は普遍的な女性の生活に基づいた作品であり、生の根源にも触れるものであることを感じ取り、脚本化する意味を見出した。
なお監督の田中絹代も、遺品の「乳房よ永遠なれ」に多くの赤線が引かれていることから本を読み込んでいたことが推測される。また田中絹代は原作者の若月彰とも会って話し合っている。

### 主演女優、男優
「乳房よ永遠なれ」の主演女優は月丘夢路が演じた。月丘は演技派の美人女優として知られていたが、器用貧乏の傾向があって「乳房よ永遠なれ」の前は、どちらかというと作品に恵まれないとの評価があった。乳がんで死が迫りつつあった幼い2人の子の母であり、その一方で男性への愛情に生きようとした女流歌人について、女性脚本家による脚本を女性映画監督が撮るという、これまで日本映画では無かったヒロインを演じることに月丘は強い意欲を示した。中城ふみ子の気持ち、日常の姿を知りたいと、札幌医科大学附属病院の中城ふみ子が亡くなった病室を訪問し、ベットに触れてみたりもした。その一方で映画制作時、月丘夢路は田中絹代監督からはっきりとした指示がなかったことについて、不満を感じていた。
一方、映画の中で主演男優となる葉山良二は、1953年度ミスター平凡グランプリを獲得した新人俳優であった。モデルは「乳房よ永遠なれ」の著者である若月彰であった。葉山の抜擢はスタッフ間で激論の末、決定された。俳優として年季を積んでいた月丘はその演技が評価されたが、新人の葉山は演技の硬さが指摘された。

## 評価
「乳房よ永遠なれ」は、封切週は東京都内で1位の観客動員を記録した。また1955年度のキネマ旬報ベストテンの第16位となった。また地元にあたる北海道の札幌では、通常約1万5000人程度であった観客動員が約6万人を数えた。
公開後の映画の評価としては、田中絹代が映画監督として一本立ちした作品であり、初めて日本にも女流監督の作品が現れたとの好意的なものがあった。一方、主人公であるふみ子が「本能の赴くままのしたい放題」、「破壊的（否定的）な欲望のまま死に急いだ」感動のない、不潔な作品であるとの批判もあった。このような批判に対して脚本を担当した田中澄江は、「男女の情事を、それほどきれいごとでしかとらえられない日本映画の古さを改めて知らされた」、「近代的な企業の一つに数えられる映画が、実は前近代的な人間像に停止している」と切り返した。
男性によって幸不幸が左右される女性を演じ続けていく中で、一種の男性不信となっていた田中絹代であるが、その監督作品は必ずしも自立した女性を描いてはおらず、旧来の男性に依存し、受け身である女性像が基本であった。
そのような中で「乳房よ永遠なれ」は、男から見た女の体が主題であったこれまでの映画とは異なり、直接、女性の体を描く作品となった。更に女流文学としての長い伝統を踏まえた短歌を取上げたことも、映画作品としても女性性を描き出すことにプラスとなった。またふみ子の性愛はロマンチックな姿ではなく肉感的に描かれ、積極的に男を求めるあくまでふみ子主体のものであった。こうして主体的に性を楽しむ、自分のために生きようとする女性像を描き出すことに成功した。女性の生きる喜びを描き出した「乳房よ永遠なれ」は、日本の映画史に残る作品であり、映画監督としての田中絹代の代表作であると評価されている。